# 현대 뉴 파워트럭
현대 뉴 파워트럭은 대한민국의 준대형트럭이다.

## 개요
슈퍼트럭의 페이스리프트 버전이다.

## 제 1세대 (TRA)

### 뉴 파워트럭 (2004년6월~현재)
2004년 6월에 출시되었다. 차체 부분은 기존 슈퍼트럭과 동일하나 앞 디자인과 일부 부분을 다듬어 만들어졌다. 대시보드는 기존 슈퍼트럭과 동일하다. 그래듀얼 파킹브레이크가 처음으로 적용되었고, 신형 HD0460 2-Din 오디오 데크, 키 도난을 방지하기 위하여 이모빌라이저 기능도 함께 적용되었다. 파워트레인은 기존 슈퍼트럭에 들어가던 파워텍 엔진이나, 유로 3 기준에 맞게 다듬고, 엔진분사 방식을 완전 전자제어식으로 바꾸면서 엔진 토크를 더욱 향상시켰다. 2005년 8월에는 연식변경 모델인 2006년형을 출시하였는데, 2006년형에는 러버 플로어 매트와 운전석 사이드 선바이저를 적용하고, 슬리핑 배드를 기존 직물에서 가죽으로, 시트커버 역시 천연가죽으로 변경되었다. 이어 카고 버전에는 적재함 오른쪽 부분에 알루미늄 측면 보호대와 알미늄 후부 안전판을 적용하여 안전성을 향상시키고, 4x2 굴림 형식의 8톤/8.5톤이 추가되면서 Q-DOC(D6AB) 290마력 유로 3 디젤 엔진도 추가되었다. 2006년 11월에는 4x2와 6x4 일부 모델을 제외한 전 모델이 마이너체인지 차종인 트라고의 등장으로 단종되었으나, 해외 수입트럭과 경쟁하기 위해 저급 모델을 내놓지 않자, 저급 모델인 4x2(8톤,8.5톤, 9.5톤), 6x4(17톤 단축/중축,16톤 단축/초장축/중축,14.5톤 장축,14톤 장축,11.5톤 장축)만 트라고와 병행 판매시키기로 결정하였던 것이다. 2007년형부터 차폭등 일체형 루프바이저와 대용량 에어탱크가 적용되고, 기존 6단 수동변속기 노브가 유니버스의 것으로, 기존 배터리 커버 방식을 MF배터리 및 신형 원터치타입 밀폐형 배터리 커버로 변경되었다. 2008년식부터 스티어링 휠과 계기판, 오디오 부분이 변경되었고, 2011년식부터 표준형 디지털 타코그라프, USB 단자, 12V 컨버터가 적용되어 지금에 이르고 있다. 2013년 9월 뉴 파워트럭과 트라고 제 1세대 모델의 통합 후속차종인 엑시언트 제 1세대 모델(통칭 트라고 엑시언트)가 출시된 이후에도 병행생산을 하다가 2015년 1월 배기가스 규정이 유로 6으로 바뀌면서 잠시 단종되었으나  2015년 10월 배기가스 규정이 유로 6으로 충족으로 멀티 디스플레이 계기판 기본사양으로, 요소수탱크가 추가됨과 동시에 15톤 덤프, 6루베 믹서는 H410(410PS) 엔진과, 8톤 카고는 뉴 슈퍼 에어로시티 페이스리프트 디젤에 탑재된 유로 6 엔진인 H310(310PS) 엔진이 적용되었다. 2018년부터 도어 윈도우 쪽창이 사라졌다. 2019년 8월 현대 파비스의 출시와 동시에 단종될 예정이었으나, 중간에 계획이 변경되면서 단종시키지 않고 2020년형 모델을 출시하여 2021년 현재까지도 판매 중이다.

## 경쟁 차종
- 타타대우상용차 - 타타대우 노부스 SE
- 볼보트럭 - 볼보 FM, 볼보 FH
- 스카니아 - 스카니아 R-시리즈, 스카니아 S-시리즈
- 메르세데스-벤츠 - 메르세데스-벤츠 악트로스
- MAN - MAN TGX
- 이베코 - 이베코 스트랄리스, 이베코 S-WAY